# Barwienie metodą Ziehla-Neelsena
Barwienie metodą Ziehla-Neelsena – w bakteriologii rodzaj techniki diagnostycznej służącej do barwienia prątków (diagnostyka gruźlicy).

## Wykonanie
1. na utrwalony rozmaz bakterii na odtłuszczonym szkiełku podstawowym nanosimy barwnik podstawowy (stężona fuksyna karbolowa[1]) na 15 min. W trakcie barwienia podgrzewamy preparat palnikiem (do tzw. „trzech par”)
2. zlewamy barwnik
3. odbarwiamy preparat w 3% roztworze HCl w etanolu (kwaśny alkohol)
4. spłukujemy wodą destylowaną
5. nanosimy barwnik kontrastowy, np. błękit metylenowy na 10 min
6. spłukujemy wodą destylowaną
7. suszymy preparat na pasku bibuły i przeprowadzamy obserwacje w mikroskopie świetlnym pod powiększeniem 1000x z zastosowaniem imersji

## Wynik
W wyniku barwienia bakterie kwasooporne (prątki) przybierają kolor czerwony pochodzący od fuksyny (nie odbarwiają się one bowiem w kwaśnym alkoholu). Natomiast, śluzy, komórki nabłonka oraz inne bakterie obecne w preparacie bezpośrednim, niekwasooporne, są wrażliwe na działanie kwaśnego alkoholu, odbarwiają się w nim z fuksyny i wybarwiają się na kolor niebieski od błękitu metylenowego.
Metodą tą można też identyfikować promieniowce.